# Gerichtsbezirk Bad Aussee
Der Gerichtsbezirk Bad Aussee war ein dem Bezirksgericht Bad Aussee unterstehender Gerichtsbezirk im Bundesland Steiermark. Der Gerichtsbezirk umfasste Teile des politischen Bezirks Liezen und wurde 2004 dem Gerichtsbezirk Irdning zugeschlagen, 2013 wurde der Gerichtsbezirk Irdning dem Gerichtsbezirk Liezen zugeteilt.

## Geschichte
Der Gerichtsbezirk Bad Aussee wurde durch eine 1849 beschlossene Kundmachung der Landes-Gerichts-Einführungs-Kommission als Gerichtsbezirk Aussee geschaffen und umfasste ursprünglich die sieben Gemeinden Altaussee, Aussee, Grundlsee, Mitterndorf, Pichl, Reitern und Straßen. Der Gerichtsbezirk Aussee bildete im Zuge der Trennung der politischen von der judikativen Verwaltung
ab 1868 gemeinsam mit den Gerichtsbezirken Gröbming, Irdning, Liezen, Rottenmann, Schladming und Sankt Gallen den Bezirk Liezen.
Dem Wunsch der Bevölkerung im oberen Ennstal nach Eigenständigkeit wurde in den 1870er Jahren nachgekommen. Per 1. Juli 1873 wurde der Bezirk Gröbming gegründet, der aus den Gerichtsbezirken Aussee, Gröbming, Irdning und Schladming gebildet wurde.
Der Gerichtsbezirk Aussee wurde dabei zur Politischen Expositur Aussee des Bezirks Gröbming.
1938 wurde der Bezirk Gröbming im Zuge der nationalsozialistischen Verwaltungsänderungen aufgelöst und die Gerichtsbezirke Irdning, Schladming und Gröbming per 15. Oktober 1938 wieder Teil des Bezirks Liezen. Der Gerichtsbezirk Bad Aussee (seit 1911 wie die Stadt mit dem Zusatz Bad), wurde hingegen dem Gau Oberdonau zugeschlagen. Per 1. Juli 1948 wurde der Gerichtsbezirk wieder in das Bundesland Steiermark zurück gegliedert und dem Bezirk Liezen zugewiesen.
Bis 2004 blieb das Gerichtsbezirksgebiet selbst nahezu unverändert. Im Zuge der Zusammenlegung mehrerer Gerichtsbezirke durch die „Bezirksgerichte-Verordnung Steiermark“ der Bundesregierung wurde auch der  Gerichtsbezirk Bad Aussee aufgelöst und dessen Gebiet mit dem Gerichtsbezirk Irdning vereinigt. Im Zuge einer im Jahr 2011 von der steiermärkischen Landesregierung vorgestellten Reformagenda wurde die Sonderrolle des Gerichtsbezirks als Expositur Bad Aussee ebenfalls beendet und per 1. Jänner 2012 in eine Außenstelle der BH Liezen umgewandelt.
Per 1. Juli 2013 wurde auch der Gerichtsbezirk Irdning aufgelöst und die Gemeinden dem Gerichtsbezirk Liezen zugewiesen. Im Zuge dieser Auflösung gab es auch Überlegungen, den ehemaligen Gerichtsbezirk Bad Aussee an das Bezirksgericht Bad Ischl anzuschließen.

## Gerichtssprengel
Der Gerichtssprengel umfasste zum Zeitpunkt seiner Auflösung die fünf Gemeinden Altaussee, Bad Aussee, Bad Mitterndorf, Grundlsee und Pichl-Kainisch.